# 坎萨克
坎萨克（法語：Quinsac，法語發音：[kɛ̃sak]）是法国吉伦特省的一个市镇，属于波尔多区。

## 地理
坎萨克（44°45'19"N, 0°29'16"W）面积8.14 平方千米，位于法国新阿基坦大区吉倫特省，该省份为法国西南部沿海省份，是法國本土面积最大的省，北起滨海夏朗德省，西临大西洋，南至朗德省，东南接洛特-加龍省，东临多爾多涅省。
与坎萨克接壤的市镇（或旧市镇、城区）包括：康布拉讷和梅纳克、卡多雅克、康布、伊勒圣乔治。

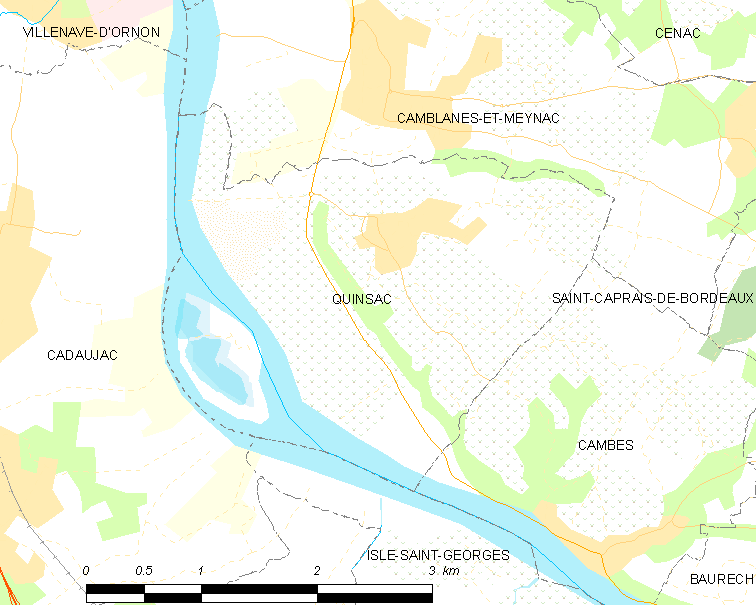
坎萨克的OSM定位图

坎萨克的时区为UTC+01:00、UTC+02:00（夏令时）。

## 行政
坎萨克的邮政编码为33360，INSEE市镇编码为33349。

## 政治
坎萨克所属的省级选区为克雷翁县。

## 人口

1962-2008年间坎萨克人口变化图示

坎萨克于2022年1月1日时的人口数量为2216人。